# Apochrysa evanida
Apochrysa evanida is een insect uit de familie van de gaasvliegen (Chrysopidae), die tot de orde netvleugeligen (Neuroptera) behoort. 
Apochrysa evanida is voor het eerst wetenschappelijk beschreven door Gerstäcker in 1894.